# Wilhelm Henn

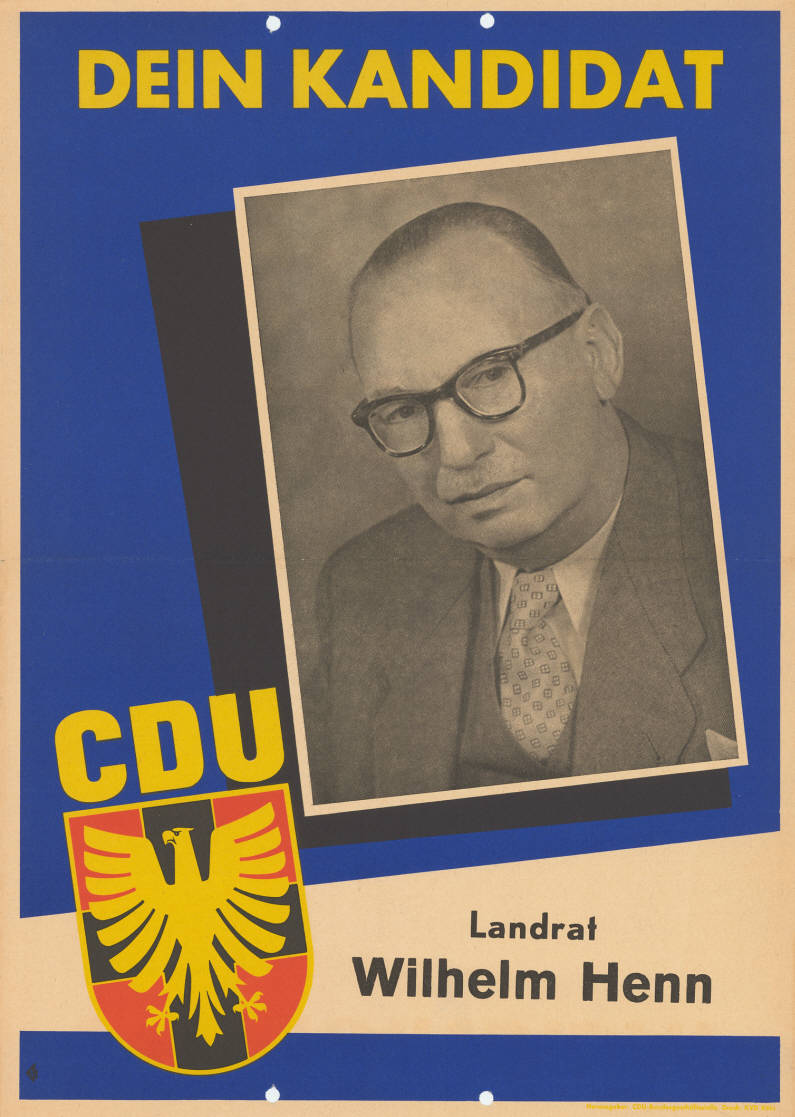
Wahlplakat 1954

Wilhelm Henn (* 8. Dezember 1892 in Mülheim an der Ruhr; † 4. November 1986 in Ründeroth, Gemeinde Engelskirchen) war ein deutscher Politiker und Landrat (CDU).

## Leben und Beruf
Nach dem Besuch der Volksschule absolvierte er eine kaufmännische Lehre bei einer Lokomotivenfabrik. Von 1909 bis 1919 war er bei dieser Firma tätig. Von 1919 bis 1986 war er als Geschäftsführer und Gesellschafter der Firma August Jaeger in Ründeroth (heute Ortsteil der Gemeine Engelskirchen) tätig. 

## Abgeordneter
Vom 27. Juli 1954 bis zum 23. Juli 1962 war Henn Mitglied des Landtags des Landes Nordrhein-Westfalen. Er wurde jeweils im Wahlkreis 024 Oberbergischer Kreis-Nord direkt gewählt.
Von 1922 bis 1934 war er Mitglied im Gemeinderat in Rüderoth für die Deutschnationale Volkspartei. Am 17. April 1941 beantragte er die Aufnahme in die NSDAP und wurde zum 1. Juli desselben Jahres aufgenommen (Mitgliedsnummer 8.792.631).
Ab 9. November 1952 bis zum 19. März 1961 war er Mitglied des Kreistages des Oberbergischen Kreises.

## Öffentliche Ämter
Vom 20. November 1952 bis zum 15. November 1956 war er Landrat des Oberbergischen Kreises und von 1960 bis 1962 Bürgermeister in Ründeroth. 
Henn war in zahlreichen Gremien des Landkreistages NW vertreten.

## Sonstiges
1962 wurde ihm das Bundesverdienstkreuz I. Klasse verliehen.